# گارنیک نازاریان
گارنیک لئونی نازاریان (ارمنی: Գառնիկ Լևոնի Նազարյան ) سیاستمدار اهل ارمنستان بود که از تاریخ ۳ نوامبر ۱۹۴۱ تا تاریخ ۲۰ فوریه ۱۹۴۸ سمت وزارت دادگستری ارمنستان را برعهده داشت.

## یادداشت
1. ↑  Արդարադատության մինիստրներ